# Ngounié
Ngounié är en provins i Gabon. Den ligger i den centrala delen av landet, 290 km sydost om huvudstaden Libreville. Antalet invånare är 100 838. Arean är 37 750 kvadratkilometer. Ngounié gränsar till Nyanga, Ogooué-Maritime, Moyen-Ogooué och Ogooué-Lolo.
Ngounié delas in i:
- Boumi-Louetsi
- Dola
- Douya-Onoye
- Louetsi-Bibaka
- Louetsi-Wano
- Mougalaba
- Ndolou
- Ogoulou
- Tsamba-Magotsi

Följande städer (communes) finns i Ngounié:
- Guietsou
- Fougamou
- Lébamba
- Malinga
- Mandji
- Mbigou
- Mimongo
- Mouila
- Ndéndé